# Tatort: Brüder (1997)
Brüder ist ein Fernsehfilm aus der Krimireihe Tatort. Es ist der 15. und letzte Fall der Düsseldorfer Ermittler Flemming und Koch und die 354. Tatortfolge. Der vom Westdeutschen Rundfunk produzierte Beitrag wurde am 23. März 1997 auf Das Erste zum ersten Mal gesendet. Flemming und Koch haben es mit dem Mord an einer Mitarbeiterin aus dem Wahlkampfteam von Flemmings Bruder Karl zu tun, der bei einer Kommunalwahl kandidiert.

## Handlung
Die junge Mitarbeiterin Birgit Laufer des Spitzenkandidaten der „Bürgerpartei“, Karl Flemming, Bruder des Kriminalhauptkommissars Bernd Flemming, lässt ihren Chef, mit dem sie ein heimliches Verhältnis hat, verärgert stehen und fährt mit der Limousine ihres Chefs davon. Kurz darauf wird sie von einem Unbekannten im Wagen erschossen. Bernd Flemming, der sich bereits auf seinen Ruhestand vorbereitet, und Miriam Koch werden zum Tatort gerufen. Den Beamten fällt auf, dass der Fahrersitz nicht auf die Größe der Frau eingestellt war und sie folglich spontan das Steuer übernommen haben muss. Birgits Freund Harry Moll reagiert schockiert auf die Todesnachricht; er kann sich nicht vorstellen, was seine Freundin in einer noblen Gegend am Steuer einer Limousine zu suchen hatte. Während Birgits Mitbewohnerin Sandra Birgits Tod kühl aufnimmt, schwört Harry Rache. Flemming erfährt von der Spurensicherung, dass es sich bei dem Wagen um eine gepanzerte Limousine handelt. Birgit wurde mit einem Stahlgeschoss ermordet, das das Panzerglas durchschlug; der Mörder muss also von der Panzerung gewusst haben. Die Limousine war von einem Dr. Fritz Sonders geleast worden. Flemming sucht ihn auf und stellt dabei fest, dass er der Wahlkampfmanager seines Bruders, eines Lokalpolitikers, ist. Ihm wird klar, dass der Anschlag Karl galt. Sonders sagt aus, dass Birgit zum Wahlkampfteam gehörte; den Wagen sollte nur Karl nutzen. Flemming nimmt eine Einladung seines Bruders zum Abendessen an. Karl behauptet, mit Birgit nicht viel zu tun gehabt und ihr den Wagen aus Gefälligkeit überlassen zu haben. Karl zeigt seinem Bruder einen Drohbrief, den er zwei Wochen zuvor bekommen hatte. Karl hatte den Brief seinerzeit nicht sonderlich ernst genommen. Flemming ordnet Personenschutz für seinen Bruder an.
Koch sucht Sandra auf und kann durch ihre Schwangerschaft Sandras Vertrauen gewinnen. Sandra erzählt ihr, dass sie sich in Harry verliebt hat; Birgit hätte schon längst mit Harry abgeschlossen gehabt. Koch stellt fest, dass Harry durch seine Arbeit für die Mordnacht ein Alibi hat; von Sandra hat sie einen Schlüssel Birgits bekommen, der nicht zur WG gehört; sie hatte ihr WG-Zimmer im Übrigen vor ihrem Tod bereits gekündigt. Flemming hat von seinem Bruder unterdessen erfahren, dass dieser als Anwalt erfolgreich diverse Schadensersatzprozesse gegen einen Lebensmittelkonzern geführt hat. Flemming sucht seinen Bruder auf und bittet ihn, vorerst nicht mehr sein Haus zu verlassen, doch dieser lehnt mit Verweis auf den Wahlkampf ab; sein innerparteilicher Konkurrent Dr. Münzel, der für den Lebensmittelkonzern arbeitet, würde dies gegen ihn verwenden. Kurz darauf meldet sich Harry bei Karl. Er erzählt ihm, dass er von dessen Verhältnis zu Birgit wusste und erpresst Karl um DM 10.000, damit die Öffentlichkeit nichts erfahre. Koch erfährt aus der Gerichtsmedizin, dass Birgit im vierten Monat schwanger war. Harry hingegen hatte ausgesagt, dass sie seit Monaten keine sexuellen Kontakte mehr gepflegt hätten; Flemming ordnet einen Bluttest beim Fötus an. Während Sandra Harry auf das Geld anspricht, das sie bei ihm gefunden hat und er ihr die Erpressung gesteht, fragt Flemming Karl nach einem möglichen Verhältnis Birgits zu Sonders. Karl verschweigt seinem Bruder weiterhin sein Verhältnis zu Birgit. Flemming spricht darauf Sonders auf ein mögliches Verhältnis an. Sonders räumt ein, vor einem Jahr kurz mit ihr liiert gewesen zu sein; sie habe das aber schnell wieder beendet. Eine heimliche Überprüfung Flemmings von Sonders‘ Wohnungstür mit Birgits Schlüssel fällt negativ aus. Als Flemming und Koch zufällig Harry beobachten, wie er zu einer Wohnung fährt, folgen sie ihm. Der Schlüssel Birgits passt zu der Wohnung, die sie sich offenbar heimlich eingerichtet hatte. Eine Nachbarin dort spricht Flemming mit seinem Namen an und wundert sich über sein verändertes Aussehen.
Flemming sagt seinem Bruder auf den Kopf das Verhältnis zu; die Bemerkung der Nachbarin und der nicht verstellte Fahrersitz sind zu eindeutige Indizien. Karl räumt daraufhin sein Verhältnis ein, er vertraut seinem Bruder an, dass er an dem Abend noch mit seiner Frau Ulla telefoniert hatte, weil sie etwas ahnte. Birgit hatte dies zu lange gedauert und sie fuhr verärgert mit der Limousine davon; den Mord hatte er am Telefon mit angehört. Karl ist auch der Vater von Birgits ungeborenem Kind. Von einem leitenden Mitarbeiter des Lebensmittelkonzerns erfährt Flemming, dass versucht wurde, massiv, möglicherweise mit Erpressung, auf Karl Flemming einzuwirken, um die Schadensersatzforderungen von dessen Mandanten abzuwehren. Koch findet zufällig heraus, dass ein Mandant Karls, der von dem Lebensmittelkonzern von seinem Hof vertrieben werden sollte und sich mithilfe Karls dagegen wehren wollte, verstorben ist. Von seiner Witwe erfahren sie, dass der Lebensmittelkonzern ihrem Mann klargemacht habe, dass ihr Mann von Karl keine Hilfe erwarten könne, da dessen innerparteilicher Kontrahent Münzel in der stärkeren Position sei; ihr Mann starb daraufhin aufgrund eines Herzschlags. Flemming sucht Münzel auf. Der räumt ein, dass er die Prozessgegner ausspionieren ließ. Flemming nimmt die entsprechenden Unterlagen an sich. Darin findet er diverse Beweise für die eheliche Untreue seines Bruders, die offenbar gegen ihn verwendet wurden. Karl und Bernd Flemming treffen sich. Karl verdächtigt Sonders, den Drohbrief verfasst zu haben, um mehr Sympathien für ihn zu erzeugen; er habe damit nichts zu tun. Koch trifft sich mit Sandra; die hat plötzlich auffallend viel Geld. Als Sandra in einem Geschäft mit einem großen Schein bezahlt und die Verkäuferin den Schein als Blüte erkennt, erinnert sich Koch, dass auch Sonders kürzlich ein Falschgeldproblem hatte, da er mehrere Blüten aus einem Geldautomaten gezogen hatte.
Flemming sucht das Fotoatelier auf, das im Auftrag von Sonders die Plakatfotos für Karls Wahlkampfkampagne gemacht hatte, und nimmt sie mit. Harry ruft derweil erneut bei Karl an, um ihn zu erpressen, doch Karl bleibt diesmal unbeeindruckt. Flemming lässt unterdessen Sonders ins Präsidium kommen und konfrontiert ihn mit der Spionageaktion des Konzerns, für den Sonders ebenfalls tätig ist, gegen Karl. Sonders bestreitet, davon gewusst zu haben. Koch fragt Sonders nach Harry; Sonders gibt zu, dass Harry als „Ausputzer“ im Wahlkampfteam tätig gewesen ist; allerdings musste man sich von ihm trennen, nachdem er aus Eifersucht wegen Birgit, die sich von ihm getrennt hatte, gewalttätig geworden war. Harry hatte in der Mordnacht Zeitungen ausgetragen, wurde aber entlassen, weil er nicht alle Exemplare zugestellt hatte; somit ist sein Alibi geplatzt. An die Blüte, mit der Sandra bezahlt hatte, konnte Harry nicht durch seine Tätigkeit gelangt sein, da Sonders seine Helfer per Überweisung bezahlte. Sonders gibt schließlich zu, dass er Harry nach dem Rauswurf aus dem Team hinterhergelaufen sei und ihn gegen Barzahlung beauftragt habe, auf den gepanzerten Wagen von Karl zu schießen, um dessen Wahlkampf anzukurbeln. Allerdings hätte niemand dabei verletzt werden sollen; der Schuss sollte mit einem normalen Projektil abgeschossen werden, das an der Panzerglasscheibe abgeschmettert wäre; das Verfassen des Drohbriefs gibt er auch zu. Sonders versichert, dass er nie damit gerechnet habe, dass Harry mit einem Stahlgeschoss schießt und Birgit ermordet. Flemming und Koch suchen die WG auf. Sandra weiß bereits, dass Harry der Täter ist, und übergibt den Beamten eines der Stahlprojektile. Sandra erzählt den Beamten auch, dass Harry bewaffnet auf dem Weg zu Karl ist. Flemming und Koch eilen zu Karl, Flemming eröffnet seinem Bruder dabei auch, dass seine Partei noch vor der Wahl ihn gegen Dr. Münzel als Kandidaten austauschen will. Flemming kann nicht verhindern, dass Harry plötzlich auftaucht, seinen Bruder anschießt und leicht verletzt. Harry wird festgenommen. Während Flemming auf seinem Boot dem Ruhestand entgegenfährt, heiratet Miriam Koch ihren Freund Heinz Dombrowski.

## Rezeption

### Einschaltquoten
Die Erstausstrahlung des Tatort Brüder am 23. März 1997 wurde in Deutschland insgesamt von 7,53 Millionen Zuschauern gesehen und erreichte damit einen Marktanteil von 21,05 %.

### Kritiken
Die Kritiker der Fernsehzeitschrift TV Spielfilm beurteilen diesen „dick aufgetragenen Krimi“ mittelmäßig und kommentieren: „Überfrachteter Fall, bieder inszeniert“